# Oeneis caryi
Oeneis caryi är en fjärilsart som beskrevs av Dyar 1904. Oeneis caryi ingår i släktet Oeneis och familjen praktfjärilar. Inga underarter finns listade i Catalogue of Life.